# تاموتسو ناكامورا
تاموتسو ناكامورا (باليابانية: 中村 有) (10 أبريل 1973 في محافظة آوموري في اليابان – )؛ هو لاعب كرة قدم سابق كان يلعب كلاعب وسط.

## وصلات خارجية
- تاموتسو ناكامورا على موقع قاعدة بيانات كرة القدم.إي يو (الإنجليزية)